# Dasyuridae
Los dasiúridos (Dasyuridae) son una familia de mamíferos marsupiales que han vivido desde el Mioceno hasta el presente. La familia comprende la gran mayoría de las especies de marsupiales carnívoros. Es la mayor (y la única no monotípica) del orden Dasyuromorphia e incluye unas 70 especies en una veintena de géneros, entre ellos los gatos marsupiales, los ratones marsupiales, las ratas marsupiales y el diablo de Tasmania.
Los dasiúridos son llamados gatos nativos de forma general, aunque algunos de ellos recuerden más a un ratón que al felino, de ahí el nombre en esos casos de ratones marsupiales.

## Zoogeografía
Todas las especies de la familia, tanto fósiles como vivas se circunscriben a la región Australiana.

## Faneróptica y anatomía
| Morfometría            | Masa (g) | Longitud (cm) | Longitud (cm) |
| Morfometría            | Masa (g) | Cuerpo        | Cola          |
| Antechinus swainsonii  | 40-65    | 13            | 12            |
| Dasycercus cristicauda | 115      | 13-22         | 7-13          |
| Phascogale tapoatafa   | 110-310  | 16-23         | 17-22         |
| Dasyurus maculatus     | 2.500    | 40-75         | 35-56         |
| Sarcophilus harrisi    | 7500     | 52-80         | 23-30         |

La diversidad morfológica de esta familia resulta evidente si tenemos en cuenta que su peso oscila entre menos de 10 g como ocurre en especies de los géneros Planigale o Ningaui entre los cuales se hallan los mamíferos más pequeños del planeta, a los más de 8 kg que suele alcanzar el diablo de Tasmania (Sarcophilus harrisii). 
Por otra parte, la capa que cubre su cuerpo suele estar formada por pelo corto y tupido, de color variado según las distintas especies: de prácticamente negro a gris pálido o rubio, pasando por todos los tonos de pardos y canelas, de completamente liso a salpicado de manchas de distintos colores. Algunas especies presentan cuerpos estilizados y esbeltos mientras otras son robustas y compactas.
Las extremidades son cortas o de mediana longitud con apoyo plantígrado, estando en algunas especies la superficie plantar de las extremidades de formaciones de queratina estriadas o granulosas que les confieren un considerable agarre, siempre necesario para animales que deben alcanzar velocidades considerables que les permitan dar alcance a las presas.
Aunque no presentan fenómenos de sindactilia, el pulgar de las extremidades posteriores es pequeño pero móvil en las especies arborícolas, mientras que tiende a reducirse o desaparece en las terrestres. En todas las especies, las garras alcanzan un desarrollo considerable salvo en este último dedo, donde puede ser pequeña o estar ausente.
La cola no prensil suele ser larga y está cubierta de pelo en mayor o menor cantidad según las especies. Algunas de ellas además presentan el extremo cubierto de pelo de mayor longitud que le la apariencia de un pincel.
| Fórmula dentaria |   |    |   |    |     |    |   |
| i:               | 4 | c: | 1 | p: | 2-3 | m: | 4 |
| i:               | 3 | c: | 1 | p: | 2-3 | m: | 4 |

Mayoritariamente insectívoros, el aparato digestivo no necesita estar especialmente especializado, siendo el estómago una estructura sacular simple. Por otra parte, la dentadura está preparada para la predación, los incisivos son numerosos y afilados, los caninos están notablemente desarrollados y premolares y molares están dotados de prominentes crestas que les ayudan a desgarrar la carne. 
Llama la atención el excepcional desarrollo de la dentadura de Sarcophilus laniarius, especie predominantemente carroñera, que necesita fuertes mandíbulas y grandes dientes capaces de quebrar huesos de los restos de cadáveres de animales de gran tamaño, cazados y abandonados por otros carnívoros.
El marsupio no está muy desarrollado; en algunas especies se limita a simples pliegues de la piel del abdomen o las ingles, llegando a estar ausente en otras de manera permanente o siendo únicamente evidente en épocas de cría.

## Fisiología y hábitos alimentarios
Por regla general se alimentan de insectos y otros invertebrados, acompañando esta dieta con vertebrados de mayor o menor tamaño según el propio de la especie, si bien algunas de ellas son tan extremadamente agresivas y voraces que no dudan en dar caza a otros vertebrados de mayor envergadura que la suya propia. 
Además, algunas especies muestran hábitos necrófagos e incluso aprovechan recursos vegetales.

## Biología de la reproducción
La fisiología reproductiva de algunas especies de esta familia no está demasiado estudiada en la vida salvaje ya que muchas de ellas apenas han sido observadas, sin embargo, cabe destacar que entre las mismas se clasifican algunas de las que presentan periodos de gestación más cortos.

## Comportamiento
Son animales despiertos e inteligentes con acusados sentidos imprescindibles para conseguir alimento durante las cacerías nocturnas.

## Rol ecológico
Los dasiúridos suelen ser depredadores de insectos y pequeños vertebrados. Cabe destacar que algunos presentan hábitos necrofagos como el demonio de Tasmania, el cual se alimenta de carroña en su mayoría.
En otras palabras, los dasiúridos desempeñan el mismo rol que cumple un visón, o un gato silvestre, en la región de Australasia.

## Clasificación taxonómica
```
    --o Familia Dasyuridae - (Goldfuss, 1820)
      |- Género 
Ankotarinja
 - Archer, 1976 (†)
      |- Género 
Dasylurinja
 - Archer, 1982 (†)
      |- Género 
Keeuna
 - Archer, 1976 (†)
      |- Género 
Wakamatha
 - Archer & Rich, 1979 (†)
      |-o Subfamilia 
Barinyainae
 - Wroe, 1999 (†)
        `- Género 
Barinya
 - Wroe, 1999 (†)
      |-o Subfamilia 
Dasyurinae
 - (Goldfuss, 1820)
      | |-o Tribu 
Dasyurini
 - Goldfuss, 1820
      | | |- Género 
Dasycercus
 - Peters, 1875 - 
mulgara

      | | |- Género 
Dasykaluta
 - (Ride, 1964) - 
kaluta roja pequeña

      | | |- Género 
Dasyuroides
 - Spencer, 1896 - 
kowari

      | | |- Género 
Dasyurus
 - Geoffroy Saint-Hilaire, 1796 - 
cuoles y satanelos
 
      | | |- Género 
Glaucodon
 - Stirton, 1957 (†)
      | | |- Género 
Myoictis
 - Gray, 1858 - 
ratón marsupial trirrayado
 
      | | |- Género 
Neophascogale
 - Stein, 1933 - 
ratón marsupial de uñas largas
 
      | | |- Género 
Parantechinus
 - Tate, 1947 - 
dibbler meridional
 
      | | |- Género 
Phascolosorex
 - Matschie, 1916 - 
musarañas marsupiales

      | | |- Género 
Pseudantechinus
 - Tate, 1947 - 
falsos antequinos
 
      | | `- Género 
Sarcophilus
 - Geoffroy Saint-Hilaire & Cuvier, 1837 - 
diablo de Tasmania

      | `-o Tribu 
Phascogalini
 - Gill, 1872
      |   |- Género 
Antechinus
 - MacLeay, 1841 - 
antequinos
 
      |   |- Género 
Micromurexia
 - Van Dyck, 2002 - 
dasiuro de Habbema

      |   |- Género 
Murexechinus
 - Van Dyck, 2002 - 
dasiuro de cola negra

      |   |- Género 
Murexia
 - Tate & Archbold, 1937 - 
ratón marsupial de pelo corto
 
      |   |- Género 
Paramurexia
 - Van Dyck, 2002 - 
dasiuro de banda ancha

      |   |- Género 
Phascogale
 - Temminck, 1827 - 
fascogalos
 
      |   `- Género 
Phascomurexia
 - Van Dyck, 2002 - 
dasiuro 

      `-o Subfamilia 
Sminthopsinae
 - Archer, 1982
        |-o Tribu 
Planigalini
 - Archer, 1982
        | `- Género 
Planigale
 - Troughton, 1928 - 
planigalos

        `-o Tribu 
Sminthopsini
 - Archer, 1982
          |- Género 
Antechinomys
 - Archer, 1975 - 
kultarr

          `- Género 
Sminthopsis
 - Thomas, 1887 - 
ratones marsupiales
```